# Melbourne Knights FC
Melbourne Knights Football Club- australijski klub piłkarski z siedzibą w Melbourne. W latach 1984– 2004 klub występował w NSL. Klub został założony w 1953 roku przez niewielką grupę Chorwackich imigrantów na przedmieściach Melbourne (Footscray) i początkowo nazywał się SC Croatia. Złota era klubu przypadła na lata 90, XX wieku. Wówczas to zespół, aż pięciokrotnie występował w finale rozgrywek NSL i dwukrotnie sięgał po tytuł mistrza kraju. Obecnie drużyna występuje w rozgrywkach Victorian Premier League.

## Historyczne nazwy
- SC Croatia
- Essendon Lions
- Melbourne Croatia
- Melbourne CSC

## Statystyka spotkań w NSL
Regularny sezon
| Rozegranych spotkań | Wygrane | Zremisowane | Przegrane | Punkty |
| ------------------- | ------- | ----------- | --------- | ------ |
| 551                 | 242     | 121         | 188       | 847    |

Seria finałowa
| Rozegranych spotkań | Wygrane | Zremisowane | Przegrane | Punkty |
| ------------------- | ------- | ----------- | --------- | ------ |
| 30                  | 10      | 5           | 15        | 35     |

Podsumowanie
| Rozegranych spotkań | Wygrane | Zremisowane | Przegrane | Punkty |
| ------------------- | ------- | ----------- | --------- | ------ |
| 581                 | 252     | 126         | 203       | 882    |

## Osiągnięcia

### Krajowe
- Mistrz NSL: 1995, 1996.
- Finalista NSL: 1991, 1992, 1994.
- Zdobywca Pucharu NSL: 1995.
- Finalista Pucharu NSL: 1984.
- NSL Minor Premiers: 1991, 1992, 1994, 1995.
- Występy w serii finałowej: 1984, 1985, 1989, 1990, 1991, 1992, 1994, 1995, 1996, 1997, 2001, 2002.

### Stanowe
- Mistrz Victorian Premier League: 1968, 1978, 1979.
- Finalista Victorian Premier League: 1980, 1981, 1982, 1983, 2007, 2008.
- Zdobywca Victorian State League Cup: 1971, 1978, 1979, 1980, 1981, 1983.
- Mistrz Victorian Division One: 1959, 1961, 1962, 1964.
- Zdobywca Dockerty Cup: 1968, 1969, 1979, 1980, 1983, 1985, 1988, 1990, 1996.
- Finalista Dockerty Cup: 1965, 1977, 1982, 1995.

### Pozostałe
- Zdobywca Ampol Cup: 1968, 1971, 1972, 1977, 1978, 1980.
- Zdobywca Ansett Challenge Shield: 1986, 1987.
- Zdobywca Armstrong Cup: 1966, 1977.
- Zdobywca Buffalo Cup: 1986, 1987.
- Zdobywca Inter City Cup: 1971.
- Mistrz Australian-Croatian Soccer Tournament: 1993.
- Mistrz National Youth League: 1990, 1997, 2001.

## Rekordy
- Najwyższa wygrana w NSL: 8-1 z Wollongong Macedonia (7 marca 1991)
- Najwyższa porażka w NSL: 0-6 z Adelaide City (7 kwietnia 1991)